# Bernd Engler

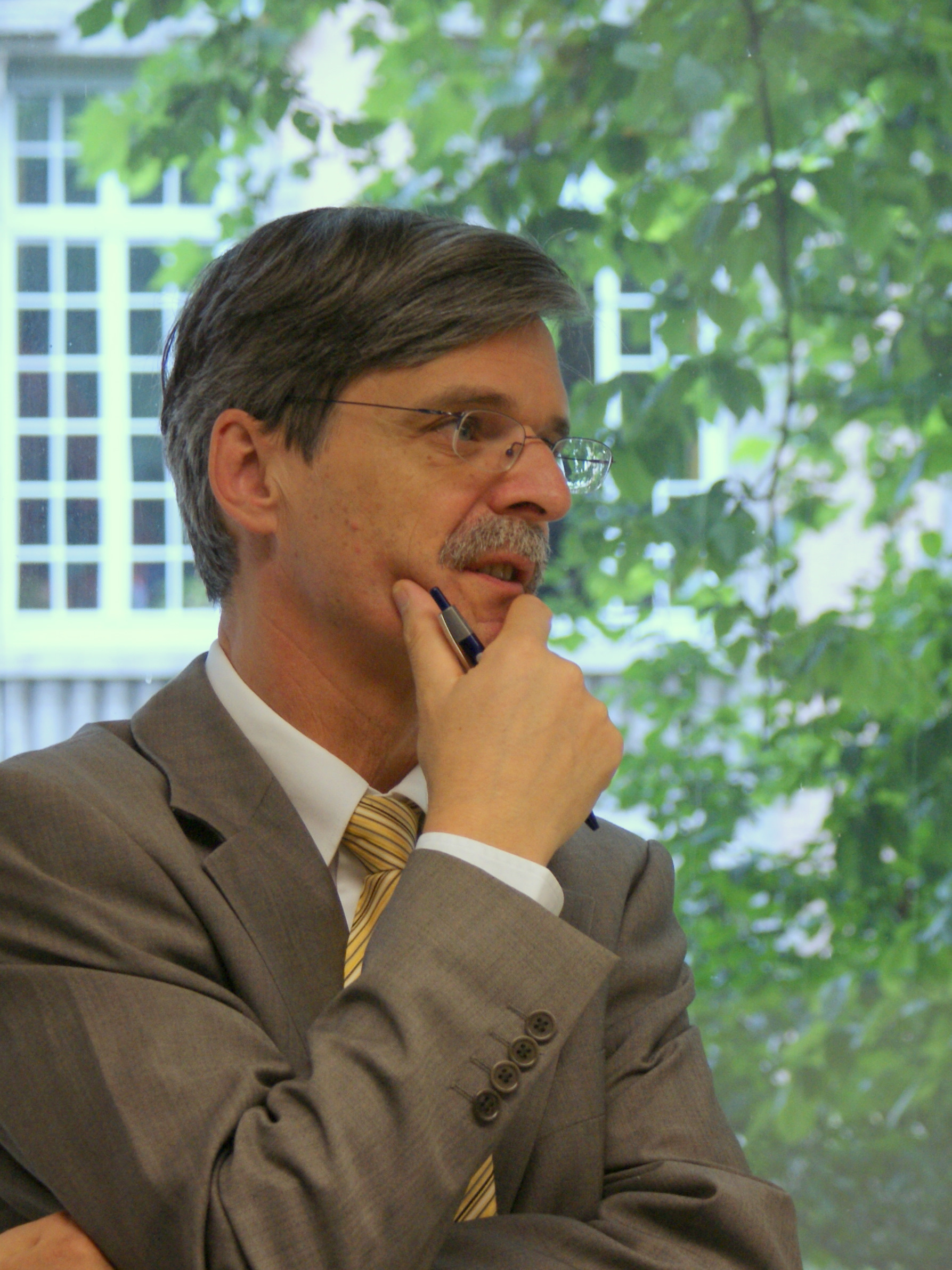
Bernd Engler (2008)

Bernd Engler (* 21. April 1954 in Speyer) ist ein deutscher Amerikanist und Literaturwissenschaftler. Von 2006 bis 2022 war er Rektor der Universität Tübingen.

## Leben
Engler studierte Anglistik, Germanistik und Philosophie an der Universität Freiburg und der University of Kent in England. Nachdem er dort bereits sein Erstes Staatsexamen abgelegt und einen Magister Artium erhalten hatte, wurde er 1983 in Freiburg promoviert und habilitierte sich dort 1989. 1989/90 war er Visiting Professor am Department of English der University of Massachusetts Amherst. 1990 erhielt er ein  Heisenberg-Stipendium der Deutschen Forschungsgemeinschaft. 1992 folgte er einem Ruf an die Universität Tübingen, wo er den Lehrstuhl für Amerikanische Literatur und Kultur innehat und die Abteilung für Amerikanistik leitet. Auf wissenschaftlichem Gebiet leistete Engler Beiträge zur Erzähltheorie.
Am 27. April 2006 wurde er zum Rektor der Eberhard Karls Universität Tübingen gewählt. Bernd Engler trat sein Amt am 1. Oktober 2006 an. 2012 und 2018 wurde er wiedergewählt. Am 1. Oktober 2022 folgte ihm Karla Pollmann als erste Frau an der Spitze der Universität nach.
2007 wurde er als ordentliches Mitglied in die Heidelberger Akademie der Wissenschaften aufgenommen.
Seit dem 27. September 2015 ist Engler Präsident der Görres-Gesellschaft. Am 11. Oktober 2022 übernahm er von Eberhard Stilz auch die Präsidentschaft der Stiftung Weltethos.
Am 9. Februar 2022 beschloss der Tübinger Gemeinderat, Bernd Engler für seine besonderen Verdienste um die Wissenschafts- und Bildungsstadt Tübingen am 17. März 2023 durch Oberbürgermeister Boris Palmer das Ehrenbürgerrecht zu verleihen.

## Veröffentlichungen (Auswahl)
- Die amerikanische Ode. Gattungsgeschichtliche Untersuchungen. Schöningh, Paderborn 1985, ISBN 3-506-70814-7 (Dissertation)
- Fiktion und Wirklichkeit. Zur narrativen Vermittlung erkenntnisskeptischer Positionen bei Hawthorne und Melville. Duncker und Humblot, Berlin 1991, ISBN 3-428-07070-4 (Habilitationsschrift).
- mit Kurt Müller (Hrsg.): Metzler Lexikon Amerikanischer Autoren. Metzler, Stuttgart 2000, ISBN 3-476-01654-4.